# Amanda Vickery
Amanda Jane Vickery (* 8. Dezember 1962) ist eine englische Historikerin, Schriftstellerin, Radio- und Fernsehmoderatorin und Professorin für frühneuzeitliche Geschichte an der Queen Mary, University of London.

## Leben und akademische Karriere
Vickery wurde in Preston, Lancashire, England, geboren und besuchte das Penwortham Girls’ Grammar School. Sie schloss ihr Studium am ehemaligen Bedford College, London (heute Teil des Royal Holloway, University of London) ab, wo sie in Neuerer Geschichte promovierte.
Vickery ist Professorin für frühneuzeitliche Geschichte an der Queen Mary, University of London, und hatte akademische Positionen am Royal Holloway, University of London und am Churchill College, Cambridge, inne. Sie war Gastprofessorin an der Universität Stanford und California Institute of Technology. Sie hat die Ehrendoktorwürde der Universität Uppsala erhalten. Sie ist Preisträgerin des Longman History Today-Preises, des Whitfield-Preises und des Wolfson History Prize. Ihre akademischen Interessen umfassen die späte Neuzeit vom siebzehnten Jahrhundert bis zur Gegenwart mit einem starken Schwerpunkt auf der georgischen Zeit in England.
2021 wurde Vickery in die British Academy gewählt.

### Publikationen
Vickery schrieb schwerpunktmäßig über Sozialgeschichte, Literatur, die Geschichte der Romantik und des Parlamentarismus, Politik, Recht und Kriminalität mit dem Schwerpunkt Frauenforschung und Feminismus. Ihr erstes Buch war The Gentleman’s Daughter: Women’s Lives in Georgian England (1998), für das sie den Whitfield-Preis, den Wolfson History Prize und den Longman History Today-Preis erhielt. Sie war Mitherausgeberin von Gender, Taste, and Material Culture in Britain and North America, 1700–1830 (2006), gefolgt von Behind Closed Doors: At Home in Georgian England (2009). Das Buch wurde von Kathryn Hughes und Dominic Sandbrook positiv rezensiert.

### Fernsehen
Vickery hat mehrere historische Sendungen für BBC Two präsentiert. Ihre dreiteilige Story of Women and Art wurde für ein schottisches Bafta in die engere Wahl gezogen. Sie präsentierte At Home with the Georgians (2010), eine dreiteilige Fernsehserie, die auf ihrem Buch Behind Closed Doors. basiert sowie The Many Lovers of Miss Jane Austen (2011). Diese wurden von Matchlight für die Ausstrahlung auf BBC Two produziert.
Zusammen mit Alistair Sooke präsentierte Vickery Pride and Prejudice: Having a Ball (2013). Die einmalige Episode stellte einen Regentschaftsball nach, das gesellschaftliche Ereignis im Herzen von Pride and Prejudice, um den 200. Jahrestag der Veröffentlichung des Romans zu feiern.
Vickery arbeitet hauptsächlich mit Tom Service zusammen. Sie haben gemeinsam drei Dokumentarfilme präsentiert, die Musik und Geschichte mit Reef Television verbinden, über Messiah at the Foundling Hospital, La Traviata und Leningrad & the Orchestra That Defied Hitler. Messiah at the Foundling Hospital gewann den tschechischen Kristallpreis und kam in die engere Wahl für einen Emmy.

### Rundfunk
Vickery schreibt regelmäßig Beiträge für Kunst-, Geschichts- und Kulturprogramme, die von BBC Radio ausgestrahlt werden. Sie ist in BBC Radio 4 In Our Time, Saturday Review und Start the Week erschienen.
Im Jahr 2009 schrieb und präsentierte sie die 30-teilige Serie A History of Private Life auf BBC Radio 4, die von der Kritik gefeiert wurde und mittlerweile als CD veröffentlicht wurde.
Seit 2010 moderiert sie die drei Serien der Geschichtssendung Voices from the Old Bailey von BBC Radio 4. Sie produzierte darüber hinaus Programme für BBC Radio 4 durch die unabhängige Produktionsfirma Loftus Audio.
Im März 2011 war sie zu Gast in Private Passions, einer biographischen Musikdiskussionssendung auf BBC Radio 3.

## Werke

### Bücher
- The Gentleman’s Daughter: Women’s Lives in Georgian England. 1998, ISBN 0-300-10222-4.
- Women, Privilege, and Power: British Politics, 1750 to the Present. 2001, ISBN 0-8047-4284-7.
- [ed.] Gender, Taste, and Material Culture in Britain and North America, 1700–1830. 2006, ISBN 0-300-11659-4.
- Behind Closed Doors: At Home in Georgian England. 2009, ISBN 978-0-300-16896-9.

### Fernsehen
| Jahr | Titel                                              | Kanal   |
| ---- | -------------------------------------------------- | ------- |
| 2010 | At Home with the Georgians                         | BBC Two |
| 2011 | The Many Lovers of Miss Jane Austen                | BBC Two |
| 2013 | Pride and Prejudice: Having a Ball                 | BBC Two |
| 2014 | Messiah at the Foundling Hospital                  | BBC Two |
| 2014 | The Story of Women and Art                         | BBC Two |
| 2015 | La Traviata: Love, Death and Divas                 | BBC Two |
| 2015 | Suffragettes Forever! The Story of Women and Power | BBC Two |
| 2016 | Leningrad & the Orchestra That Defied Hitler       | BBC Two |